# Шалев, Цруя
Цруя Шалев (иврит: צרויה שלו, родившаяся 13 мая 1959 года) — современная израильская писательница.

## Биография
Цруя Шалев родилась в кибуце Кинерет. У неё есть магистерская степень по библеистике. В данное время она работает литературным редактором в издательстве «Кешет» («Радуга»).
29 января 2004 года, отвезя своего ребёнка в детский сад, она отправилась домой; в этот момент на дороге рядом с ней взорвался городской автобус (теракт был совершен палестинским террористом-смертником). Цруя была ранена и доставлена в больницу; на восстановление от ранений у неё ушло четыре месяца.
Цруя Шалев замужем за писателем Эялем Меггедом, сыном писателя Аарона Меггеда. Известный израильский писатель Меир Шалев — её двоюродный брат.

## Творчество
Цруя Шалев опубликовала 4 романа, поэтический сборник и детскую книгу. Её романы «Жизнь во время любви», «Муж и Жена», «Тера» получили признание критики как в Израиле, так и за границей. Они были переведены на 21 язык и стали бестселлерами в нескольких странах.
Цруя Шалев была также награждена золотым призом и гран-при «Ассоциацией издателей», немецкой литературной премией «Корин» (2001), премиея ACUM три раза (1997, 2003, 2005). Её роман «Муж и жена» был награждён французской премией «Фемина» (2002); он вошёл в список «Лучших книг десятилетия».
Роман «Жизнь во время любви» был оценен немецкой газетой «Зеркало» («Der Spiegel») как один из двадцати лучших романов за последние сорок лет наравне с книгами Сола Беллоу и Филипа Рота.
Произведение «Жизнь во время любви» было также адаптировано для экранизации (одноимённый фильм, Liebesleben), совместное производство Германия-Израиль в 2007 году, режиссёр Мария Шрадер.
В 2012 году Шалев была награждена немецкой газетой «Мир» (Die Welt) за её вклад в мировое литературное наследие.

## Произведения
1. «Жизнь во время любви» (роман), 2000 — Berliner Taschenbuch Verlag, Berlin 2001
2. «Муж и жена» (роман), 2001
3. «Тера» (роман), 2005
4. поэтический сборник «Цель, удобная для снайперов», 1988
5. «Танцевала-стояла», 1993
6. «Мамин ребёнок» (детская книжка), 2001
7. «Остаток жизни», 2011

## Переводы на русский язык
С.Могилевский перевел и опубликовал отрывок из «Жизни во время любви».
Полностью роман опубликован в 2019 году издательством "Текст" в переводе Бориса Борухова под названием "Биография любви". 
В 2001 году издательство «Гешарим» выпустило её роман «Я Танцевала Я Стояла».